# وزارة السكن والعمران والمدينة (الجزائر)
وزارة السكن والعمران والمدينة هي الفرع الوزاري في الحكومة الجزائرية المكلف بالسكن.

## الوزراء
- غزالي أحمد علي (12 يناير 1982 إلى 22 يناير 1984) (وزير الإسكان والتعمير)
- عبد المجيد تبون (31 مايو 2001 إلى 4 يونيو 2002) (وزير السكن والعمران)
- محمد نذير حميميد (17 يونيو 2002 إلى يونيو 2007) (وزير السكن والعمران)
- محمد طارق بلعريبي (21 فبراير 2021 حتى الآن) (وزير السكن والعمران والمدينة)

## وصلات خارجية
- الإدارة المركزية لوزارة
- المصالح اللامركزية لوزارة
- الهيئات تحت الوصاية لوزارة